# Călărași (Cluj)
Călăraşi (Hongaars:Harasztos); (Duits: Wahldorf) is een gemeente in het district Cluj, Roemenië. De gemeente bestaat uit drie dorpen: Bogata (Bogátpuszta), Călăraşi and Călăraşi Gară (Harasztosi vasútitelep).
Historisch maakte de gemeente onderdeel uit van de Aranyosszék, een etnisch Hongaars gebied.

## Bevolking
Volgens de volkstelling van 2011 maakten de Roemenen 65,8% uit van de bevolking, Hongaren vormden 33,5% en de Roma ten slotte vormen 0,4% van de bevolking.
In de hoofdplaats Călăraşi waren de Hongaren in de meerderheid.
Steden met gemeentestatus: Cluj-Napoca · Turda · Câmpia Turzii · Dej · Gherla

Stad zonder gemeentestatus: Huedin

Gemeenten: Aghireșu · Aiton · Aluniș · Apahida · Așchileu Mare · Baciu · Băișoara · Beliș · Bobâlna · Bonțida · Borșa · Buza · Căianu · Călățele · Cămărașu · Căpușu Mare · Cășeiu · Cătina · Câțcău · Ceanu Mare · Chinteni · Chiuiești · Ciucea · Ciurila · Cojocna · Cornești · Cuzdrioara · Dăbâca · Feleacu · Fizeșu Gherlii · Florești · Frata · Gârbău · Geaca · Gilău · Iara · Iclod · Izvoru Crișului · Jichișu de Jos · Jucu · Luna · Măguri-Răcătău · Mănăstireni · Mărgău · Mărișel · Mica · Mihai Viteazu · Mintiu Gherlii · Mociu · Moldovenești · Negreni · Pălatca · Panticeu · Petreștii de Jos · Ploscoș · Poieni · Râșca · Recea-Cristur · Săcuieu · Săndulești · Săvădisla · Sânncraiu · Sânmartin · Sânpaul · Someșeni · Sic · Suatu · Tritenii de Jos · Tureni · Țaga · Unguraș · Vad · Valea Ierii · Viișoara · Vultureni